# Vittrut
Vittrut (Larus hyperboreus) är en av de större arterna inom familjen måsfåglar. Den häckar cirkumpolärt i Norra ishavet.

## Utseende och läte

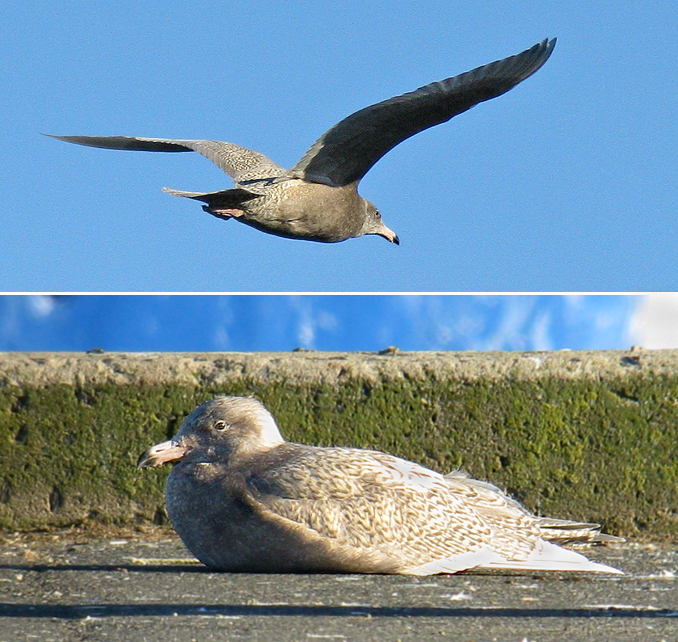
Vittrut 1k. Simrishamn 2011.

Vittruten är en stor och kraftig måsfågel, cirka 62–68 centimeter lång, med ett vingspann på 138 till 158 centimeter vilket innebär att vittruten är längre, men mer kortvingad än havstruten. Den är mycket ljus i alla fjäderdräkter, utan svarta inslag i vingar eller stjärt och den har ljusrosa ben. När den simmar på vattnet ser den i det närmaste tjurnackad ut och i flykten ser den framtung ut med sin runda buk och långa hals. Den anlägger adult fjäderdräkt under sitt fjärde levnadsår.
Adulta fåglar är sommartid ljusgrå ovantill, med en tjock gul näbb och i övrigt helt vit fjäderdräkt. Den har ett ljust öga med gul iris och oftast gul, ibland röd, orbitalring. Vintertid är de gråvattrade på huvud och hals.
Juvenil fågel förekommer i en mörk och en ljus fas. Den mörka har en ljust gråbeige finvattrad fjäderdräkt utan några mörka partier på vingar eller stjärt. Den ljusa fasen är i det närmaste helvit med bara antydan av ljus vattring. Båda faser har en svart näbbspets som kontrasterar mot den ljusrosa näbbroten, samt en mörk iris. Andra vintern är den grovt gråfläckig, har ljus iris och näbben har fått en liten vit fläck längst ut på näbbspetsen. Tredje vintern anlägger den sin ljusgrå ovansida och den får gul näbb, fast fortfarande med en svart och vit näbbspets. Dess huvud och hals är gråvattrat.
Jämfört med den liknande vitvingad trut är vittruten större och grövre, har bredare vingar, trubbigare vingspets och är mer tjocknäbbad.
Lätet är ett "skrattande" rop som hos gråtruten.

## Utbredning och taxonomi
Vittruten häckar i arktiska områden i norra Ryssland, på öar i norra Sibirien, på Island, i Alaska, Kanada, på Grönland och på Midwayöarna i Stilla havet. Europeiska vittrutar är till stor del en partiell flyttfågel som övervintrar i vattnen i anslutning till häckningskolonierna. Flera andra delar av världens populationer är flyttfåglar. Om vintern förekommer vittruten från Nordatlanten och norra Stilla havet så långt söderut som Brittiska öarna och norra USA, även på de Stora sjöarna. Vissa fåglar når ibland södra USA och norra Mexiko.

### Taxonomi
Vittrutens taxonomi är under diskussion. Vissa menar att det är en monotypisk art som inte ska delas upp i underarter. Andra menar att vittruten består av två urskiljbara underarter, L. h. hyperboreus och L. h. barrovianus som vissa historiskt även har velat kategorisera som två olika arter, Larus hyperboreus med en palearktisk utbredning, och Larus barrovianus med en nearktisk utbredning. Andra auktoriteter, däribland Clements et al. 2019, delar upp vittruten i fyra underarter:<
- europeisk vittrut[6] Larus hyperboreus hyperboreus, nominatformen, häckar på Jan Mayen, i Svalbard, på Franz Josef Land, i Novaja Zemlja och i norra Ryssland österut till Tajmyrhalvön.
- Larus hyperboreus pallidissimus, häckar i norra Ryssland från Tajmyrhalvön och österut till Berings hav och på Pribilof Islands
- Larus hyperboreus barrovianus, utefter Alaskas nordliga och Kanadas nordvästra kust.
- Larus hyperboreus leuceretes, häckar från Kanadas nordvästra kust, på Kanadas arktiska öar, Grönland och Island.

### Förekomst i Sverige
Vittruten övervintrar årligen sparsamt i Sverige. Den har observerats i Sverige under alla årets tolv månader och vid minst ett tillfälle i alla landskap utom Härjedalen. Till och med vintern 2006/07 hade det observerats 2179 vittrutar i Sverige. Denna siffra utgör inte antal individer då en och samma individ kan har rapporterats vid ett flertal tillfällen Det första kända fyndet i Sverige var en ungfågel som sköts i Uppsala den 15 april 1710 (4 april enligt dåtida tideräkning). Fågeln finns avmålad i Olof Rudbecks Fogelboken och är ett av de tidigast bekräftade fågelfynden i Sverige. Det är troligast att de individer som observeras i Sverige tillhör nominatformen L. h. hyperboreus. Det finns osäkra indikationer på att vittrut skulle ha häckat på skär i Kvarken i början av 1900-talet. Ornitologen Otto Holm från Lövånger berättar att lokalbefolkningen med bestämdhet hävdade att det häckade vittrut sedan 1914 på flera skär. Som bevis överlämnades en skjuten vittrut till Holm av fyrvaktmästaren på Holmögadd. Det finns även ett ägg på Östra gymnasiet i Umeå som lämnades in den 21 maj 1929 och som uppgavs ha ruvats av en vittrut. Detta har dock aldrig bevisats och det anses fortfarande som mycket osannolikt att det faktiskt har häckat vittrut i dessa för arten varma vatten.

## Ekologi

### Biotop
Vittruten häckar vid kusten på klippiga stränder eller branta grässluttningar men kan också häcka flera kilometer inåt land på höga klippor eller på mindre öar i insjöar. Utanför häckningstiden förekommer den i stor utsträckning längs kusten där den ofta besöker fiskhamnar, avloppsutflöden och soptippar.

### Häckning

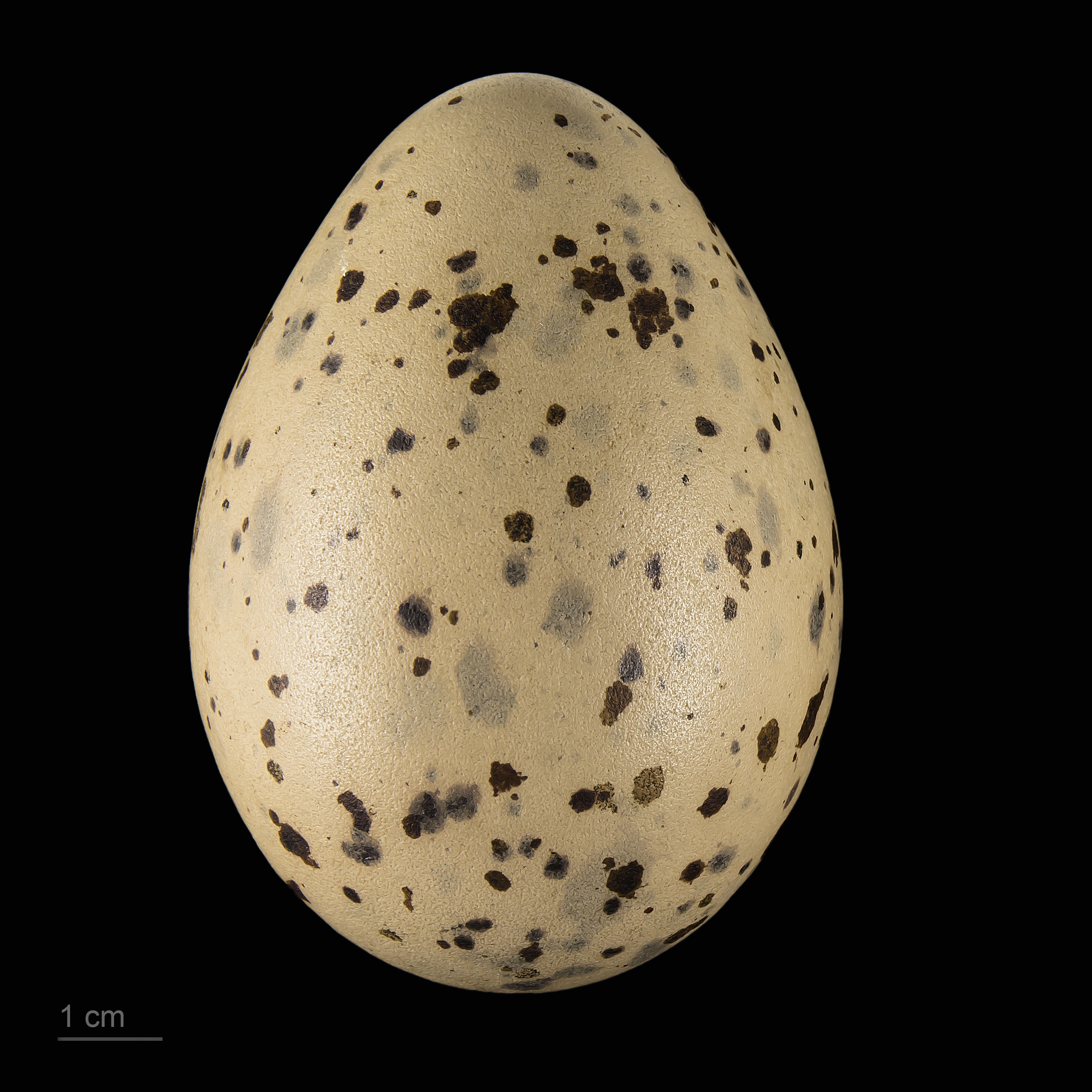
Larus hyperboreus

Vittruten häckar ensam eller i kolonier, gärna med andra måsarter, på kuster och klippor och bygger ett bo direkt på marken eller på en klippa. Boet bygger vittruten av gräs och mossa. 
Vanligtvis lägger den två till tre ägg som ruvas av såväl honan som hannen. Äggen ruvas i ungefär 28 dagar och ungarna blir flygga sex till sju veckor efter kläckningen.

### Föda
Vittruten är allätare, som de flesta måsar i släktet Larus, och äter as och små bytesdjur lika mycket. Individer av arten specialiserar sig emellertid på en viss typ av föda. Den födosöker medan den simmar eller går, men kan också plocka upp föda ur vattnet eller fånga små fåglar medan den flyger. Den är vanlig i fiskehamnar och följer ofta fiskebåtar.

## Status och hot
Man uppskattar att det finns 200 000–2 000 000 individer i världen och av dessa häckar det 30 000-50 000 par på Grönland, främst på öns västra del, 10 000-50 000 par i Sibirien, 15 000 par i Alaska och tiotusentals i Kanada. Den största populationen i Europa finns på Island där 10 000-15 000 par häckar. Andra större populationer i Europa finns på Svalbard med 4 000-10 000 par, i Ryssland med 2 500-10 000 par och på Jan Mayen med 100-500 par. Populationen på Grönland uppskattas vara stabil. Trenden för den Europeiska populationen är dock osäker. Enligt Birds in Europe (Burfield & van Brommel (red) 2004) är beståndet på Svalbard stabilt medan andra (Nilsson 2007) hävdar att bestånden på Svalbard och Island kraftigt minskat de senaste decenniet. Den globala uppvärmningen tros utgör ett reellt hot mot arten då dess häckningsområden drivs längre och längre norr ut.

## Namn
Vittruten har förr i Sverige kallats för stormås, vitmås men även borgmästare, vilket den även kallats på engelska; burgomaster, och franska; goéland bourgmestre. Det enda belagda svenska dialektala namnet för vittrut förekommer i Västerbotten där den kallats slokus eller slokis.